# Golden Coast
『Golden Coast』（ゴールデン・コースト）は、FLOWの3枚目のオリジナルアルバム。2005年7月20日にKi/oon Recordsからリリース。

## 解説
- 前作から1年2ヶ月ぶりのアルバム。
- このアルバムのテーマは「夏」[1]。
- 初回盤は、CD EXTRA仕様、豪華三平方デジパック仕様となっている。
- キャッチコピーは、『「Life is beautiful」「Rookie」「Stay Gold」「Garden」そして大ヒットシングル「Days」の5曲を含む弾丸連発！全14発!!!』

## 収録曲
1. Dear (3:09)
2. Rookie (3:23)
6thシングルの1曲目。テレビ朝日系『内村プロデュース』エンディングテーマ
3. Monster (3:11)
4. Days〜Album Version〜 (4:21)
7thシングル。アニメ『交響詩篇エウレカセブン』第1期オープニングテーマ
アルバムバージョンであり、原曲がフェードアウトで終わるのに対し、こちらは最後まで演奏されている。
また、表記が「DAYS」から「Days」に変更されている。
5. Garden (4:03)
PVが制作されており、浅見れいななどが出演している。
同年8月、「Garden 〜Summer Edit〜」というタイトルでシングルカットされた。
6. Party Crazy (3:32)
7. No Limit (3:12)
8. Change Up!!! (3:24)
9. 夕日の坂道 (4:36)
10. Stay Gold (3:24)
6thシングルの2曲目。テレビ朝日系『TOYOTA BIG AIR』エンディングテーマ
シングルバージョンでの収録だが、「STAY GOLD」だった表記が「Stay Gold」に変更されている。
11. Blue Bird (2:58)
ベースのGOT'Sが作曲を手掛けた。
12. Funk-a-style (3:00)
13. Realize (3:33)
プレイステーション2用ゲームソフト『エウレカセブンTR1:NEW WAVE』テーマソング
2005年1月に、ボーカルのKOHSHIがオフでインドに行った際の経験を元に制作された[1]。そのため、上記のタイアップとは関係なく作られた曲だが、ゲームスタッフがこの曲を気に入ったことでタイアップが実現した（元は「DAYS」が同ゲームのテーマソングだった）[1]。
「Blue Bird」に次いで、GOT'Sが作曲した曲。
2011年にリリースしたベストアルバム『FLOW ANIME BEST』にも収録された。
14. Life is beautiful (4:24)
5thシングル。テレビ朝日系『Matthew's Best Hit TV』エンディングテーマ

## 初回盤(CD EXTRA)
1. FLOW THE CARNIVAL 2005 in日比谷野外大音楽堂 DIGEST
2. DAYS〜EUREKA SEVEN ANOTHER CLIP〜